# Villa Giulia (Rom)

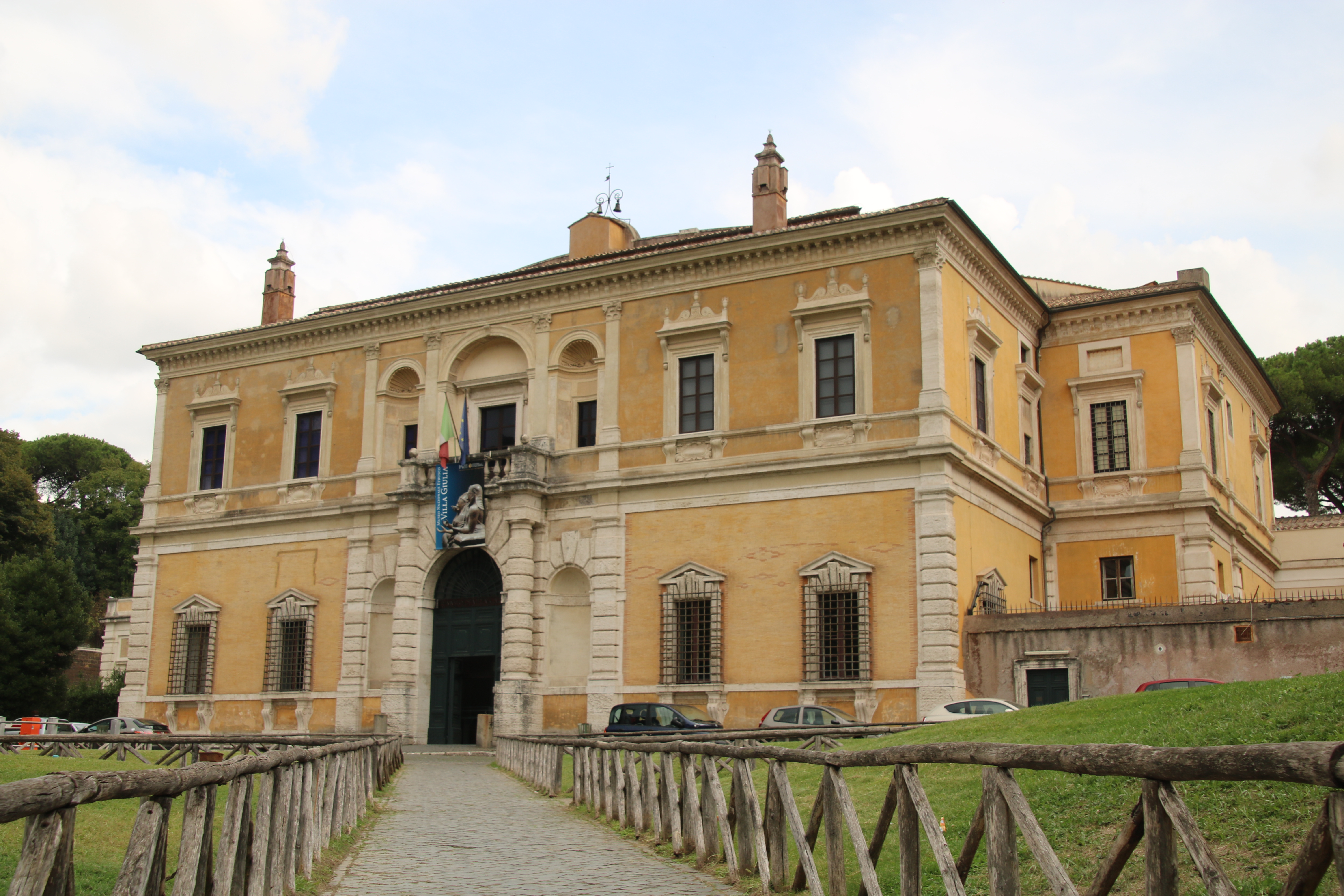
Villa Giulia, Frontseite

Die Villa Giulia ist eine ehemals päpstliche Sommerresidenz im Norden Roms, die heute das Museo Nazionale Etrusco di Villa Giulia (Etruskisches Nationalmuseum der Villa Giulia) beherbergt.

## Lage und Architektur

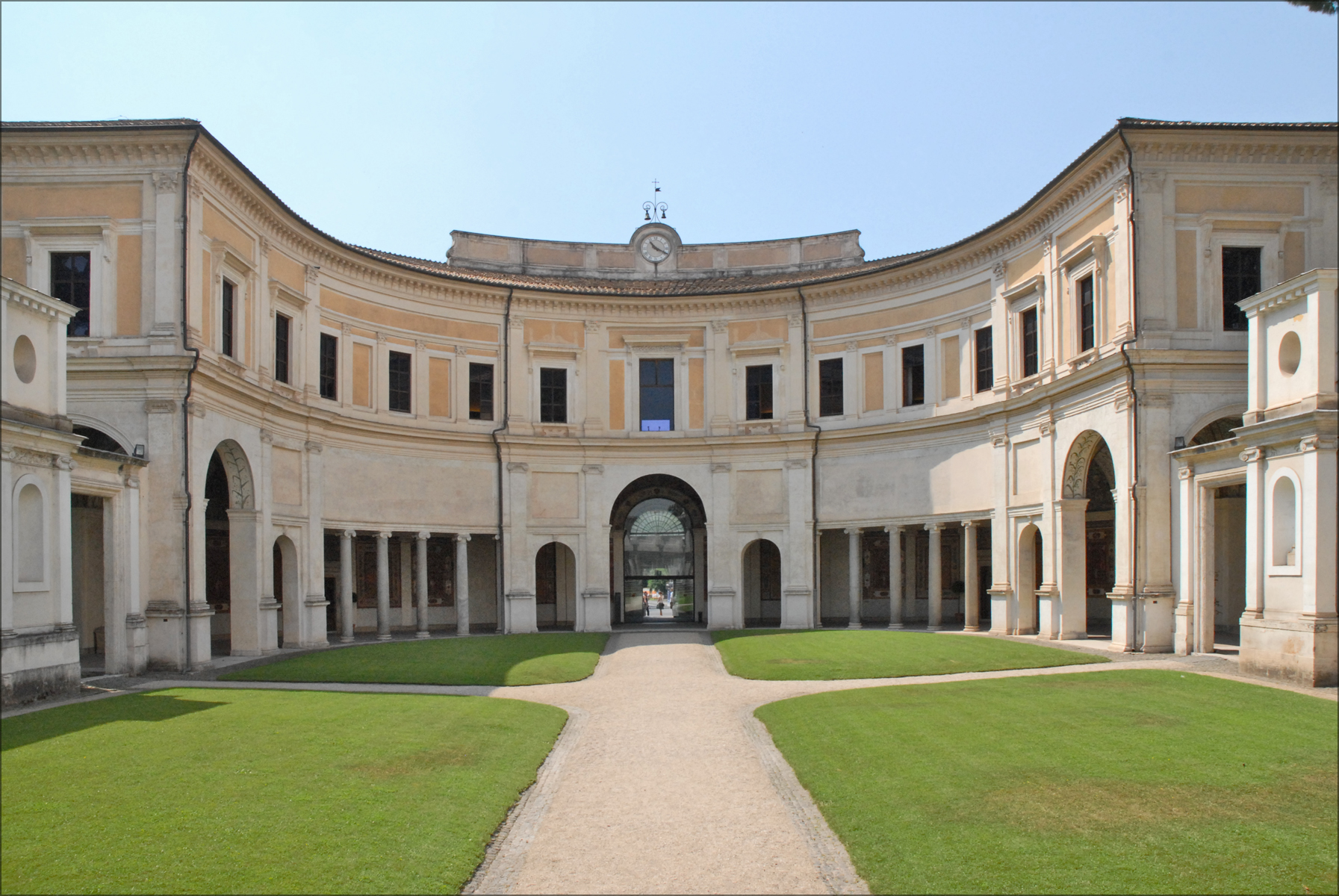
Blick vom ersten Innenhof auf das Hauptgebäude

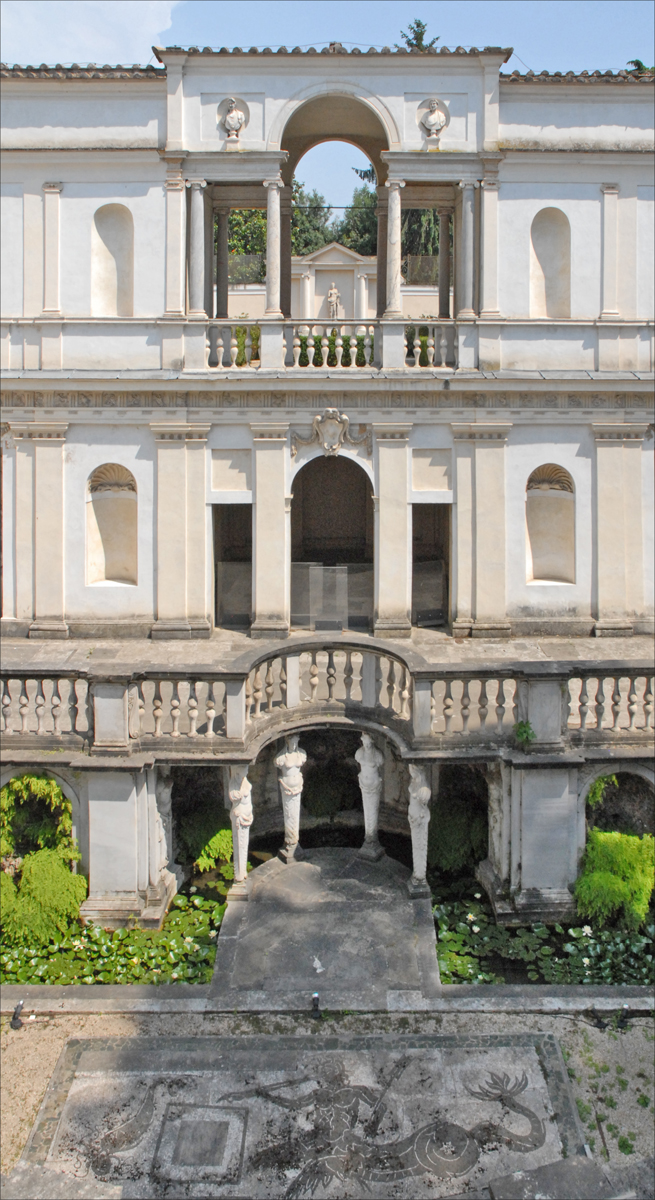
Loggia und Nymphäum im zweiten Innenhof

Die Villa Giulia befindet sich in einem Bereich Roms, der als Vigna Vecchia bekannt ist und früher an die Stadtmauern angrenzte, einem Gebiet, das auf dem Abhang des Monte Parioli zum Tiber hin in der Nähe der Villa Borghese liegt. Die heutige Villa ist nur ein kleiner Teil des früheren Besitzes, der sich schließlich aus drei Gebäudekomplexen zusammensetzte. Hier ließ sich Papst Julius III. eine Sommerresidenz oder eine Villa Suburbana bauen.
Wie alle Landhäuser hatte auch die Villa Giulia einen Zugang zur Stadt hin (an der Römerstraße Via Flaminia) und einen Garten hinter dem Haus. Die Villa selbst lag an der Schwelle der städtischen und der ländlichen Welt, eine im Wesentlichen römische Konzeption, die später in Westeuropa allgemein üblich wurde. Das Casino (kleines Haus) wurde nach Plänen von Giacomo Barozzi da Vignola zwischen 1551 und 1553 gebaut. Auch Bartolomeo Ammanati, Giorgio Vasari und Michelangelo arbeiteten hier. Der Papst investierte große Geldsummen in die Ausstattung der Villa, die eines der besten Beispiele manieristischer Architektur in Rom darstellt.
Vignolas der Stadt zugewandte Front des Gebäudes besitzt eine ockergelbe zweigeschossige Fassade. Das Dekor zeigt im Erdgeschoss Rustika-Elemente und zierlichere Formen im Obergeschoss. In der Mitte der Fassade befindet sich ein reich detaillierter Torbogen, der sich in seiner Struktur im Obergeschoss fortsetzt, mit je zwei Fensterachsen rechts und links daneben.
Auf der Rückseite des Gebäudes befindet sich Ammanatis große halbkreisförmige Loggia, von der aus man den ersten von drei Höfen überblickt und Zugang zum Garten und zum zentralen Innenhof hat. Dort führen zwei Marmortreppen in das Herz der Anlage, ein Nymphäum. Hier konnten im Sommer die Mahlzeiten draußen eingenommen werden. Die Struktur der gedeckten Loggien auf drei Ebenen, mit Marmorstatuen und Balustraden dekoriert, erstreckt sich um einen zentralen Brunnen. In dessen kühler und schattiger Umgebung konnte man sich, geschützt vor der Sommerhitze, den Tag über aufhalten konnte. Dieser zentrale Brunnen, die Fontana dell'Acqua Vergine, ist ein Kunstwerk für sich, geplant und ausgeführt von Vasari und Ammanati, und zeigt Flussgötter und Karyatiden. Aus der gleichen Quelle, dessen Wasser die Acqua Vergine nach Rom fließen lässt, wird auch der Trevi-Brunnen in Rom bedient.
Das Casino della Vigna (kleines Haus im Weingarten), wie es früher bezeichnet wurde, und seine Gärten wurden mitten in die Weinberge gesetzt. Die Teilnehmer an den päpstlichen Feierlichkeiten konnten sich an den Toren des Vatikans einschiffen, sie wurden dann den Tiber hinauf bis zur privaten Anlegestelle der Villa transportiert. Spaziergänge im Garten und Mahlzeiten im Nymphäum schlossen sich an.

## Geschichte
Das Hauptgebäude der Villa Giulia wurde 1553 fertiggestellt. Papst Julius III. zog sich am Ende seiner Amtszeit oft in das von ihm errichtete Anwesen zurück und pflegte dort einen luxuriösen Lebensstil. Nach seinem Tod 1555 beschlagnahmte sein Nachfolger Paul IV. den gesamten Besitz. Die Villa wurde aufgeteilt, das Hauptgebäude und Teile des Gartens wurden Eigentum der Camera Apostolica. Ein anderer Teil der Anlage wurde den Neffen des Papstes aus der Familie Borromeo überlassen.
1869 erfolgte eine Restaurierung auf Initiative des Papstes Pius IX. 1870 fiel der Besitz bei der Auflösung des Kirchenstaates an das Königreich Italien. 

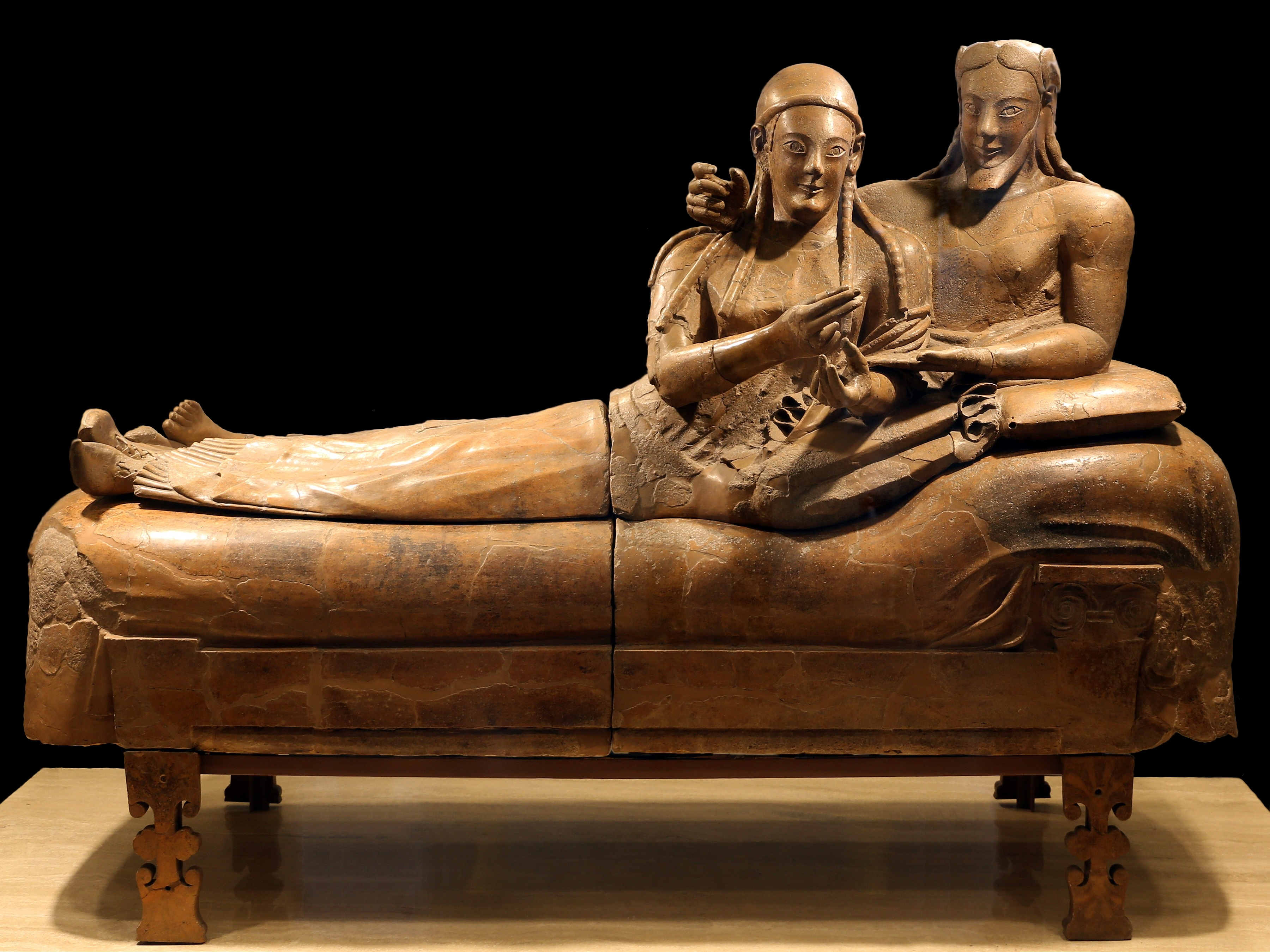
Ehegattensarkophag, gefunden in der Nekropole von Banditaccia bei Cerveteri

Seit 1889 ist in der Villa Giulia das nationale Museum für etruskische Kunst untergebracht, das Museo Nazionale Etrusco di Villa Giulia.
Seit 1947 findet im Nymphäum der Villa die Entscheidung über den Gewinner oder die Gewinnerin des Premio Strega, eines italienischen Literaturpreises, statt.